# Недялчо Тодоров
Недялчо Тодоров е български музикант, цигулар и професор в Академия за музикално и танцово изкуство – Пловдив.

## Биография
Роден е в Пловдив през 1940 г. Завършва музикална гимназия в Пловдив, след което Държавната музикална академия в София със специалност цигулка в класа на професор Владимир Аврамов. Впоследствие специализира в Москва, в Руска академия за музика „Гнесини“ при проф. Олег Криса.
Един от основателите на Академия за музикално и танцово изкуство – Пловдив, той преподава в нея в продължение на близо 40 години (от 1974 г. е доцент, а от 1987 – професор). Води занятия по цигулка и камерна музика, въвежда курсове по методика на обучението по цигулка и по история на цигулковото изкуство. През периода 1997 – 2002 г. води курсовете по методика и в Държавната музикална академия – София. Бил е заместник-ректор (1974 – 1979 и 1996 – 1999) и ректор на АМТИИ (1979 – 1983), а също и директор на дирекция „Образование“ в Министерството на културата (1983 – 1991).
Недялчо Тодоров развива активна концертна дейност, започнала още през 1957 г. с дебют като солист на Пловдивския симфоничен оркестър под диригентството на Добрин Петков. Гостува на много симфонични и камерни оркестри в България и чужбина. Изнася рецитали и редица концертни цикли („Стара Европейска музика“, „Виенска класика“, „Сонати за пиано и цигулка от Моцарт“, „Сонати от френски композитори“, „Сонати от френски композитори“, „Шедьоври на камерната музика на ХХ век“, „Юбилейни годишнини на български композитори“). Бил е концертмайстор на Пловдивската филхармония, на Софийската филхармония и на други оркестри. През 1978 г. основава Пловдивски струнен квартет, с който осъществява множество концертни турнета в България и зад граница.
Изпълнителен директор е на фондация „Иван Спасов“.

## Признание
Носител е на високи отличия, между които: „Златна лира“ (1982 и 2000) и „Кристална лира“ (2000) на Съюза на българските музикални и танцови дейци, ордена „Заслужил за Полската култура“ (1988), Почетен знак на Пловдив (2005), „Златен ритон от Боровското съкровище“ (2009), Почетен знак на НМА „Проф. Панчо Владигеров“ (2010), „Меден чан“ на АМТИИ (2021) и други.